# Diabolic Impious Evil
Diabolic Impious Evil – trzeci album studyjny polskiej grupy deathmetalowej Azarath. Wydawnictwo ukazało się 16 września 2006 roku nakładem wytwórni muzycznej Pagan Records. Był to pierwszy album nagrany z udziałem Mariusza "Trufla" Domaradzkiego znanego z występów w grupie Yattering.
Partie perkusji oraz gitar zostały zarejestrowane w lubelskich Hendrix Studios pomiędzy 18 a 25 czerwca 2006 roku. Ślady gitary basowej, wokalu oraz partie solowe zostały nagrane w białostockim Hertz Studio pomiędzy 4 a 8 sierpnia również 2006 roku.

## Lista utworów
Opracowano na podstawie materiału źródłowego.
| Nr  | Tytuł utworu                          | Słowa    | Muzyka        | Długość |
| --- | ------------------------------------- | -------- | ------------- | ------- |
| 1.  | „Whip the Whore”                      | Baal     | Bart          | 03:51   |
| 2.  | „Baptized in Sperm of the Antichrist” | Dołek666 | Bart, Inferno | 03:00   |
| 3.  | „Devil's Stigmata”                    | Dołek666 | Bart          | 02:29   |
| 4.  | „Anti-Human, Anti-God”                | Baal     | Bart          | 04:47   |
| 5.  | „For Satan My Blood”                  | Dołek666 | Bart          | 01:45   |
| 6.  | „Screamin' Legions Death Metal”       | Baal     | Bart          | 03:24   |
| 7.  | „Intoxicated by Goat Vomit”           | Dołek666 | Bart, Inferno | 02:28   |
| 8.  | „Angels' Assassins”                   | Buzii    | Inferno       | 03:18   |
| 9.  | „Beast Inside”                        | Baal     | Inferno       | 02:44   |
| 10. | „Goathorned's Revenge”                | Dołek666 | Bart          | 05:01   |
|     |                                       |          |               | 32:47   |

## Twórcy
Opracowano na podstawie materiału źródłowego.
| Zespół Azarath w składzie - Bartłomiej "Bruno" Waruszewski – wokal prowadzący, gitara basowa - Bartłomiej "Bart" Szudek – gitara rytmiczna, gitara prowadząca - Mariusz "Trufel" Domaradzki – gitara rytmiczna, gitara prowadząca - Zbigniew "Inferno" Promiński – perkusja | Produkcja - Arkadiusz Malczewski – inżynieria dźwięku - Wojciech i Sławomir Wiesławscy – inżynieria dźwięku, produkcja muzyczna, miksowanie - Adam "Baal Ravenlock" Muraszko – słowa - Michał "Buzii" Kowalski – słowa - Krzysztof "Sado" Sadowski – zdjęcia - Andrzej "D." Zdrojewski – oprawa graficzna |